# Amiantite

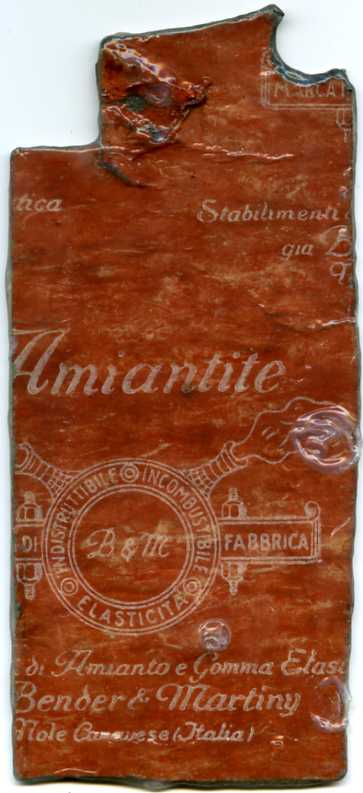
Pezzo di amiantite.

L'amiantite è un materiale realizzato dall'unione di asbesto (amianto) e gomma. È utilizzata come guarnizione resistente alle alte pressioni.
Il nome amiantite fu una marca depositata della Stabilimenti di Amianto e Gomma Elastica, già Bender e Martiny, situata a Nole.
L'amiantite è nota commercialmente anche come sirite.